# Hässelby församling
Ej att förväxla med Hässleby församling.
Hässelby församling är en församling i Spånga kontrakt i Stockholms stift. Församlingen ligger i Västerort i Stockholms kommun i Stockholms län och utgör ett eget pastorat. Geografiskt motsvaras den av stadsdelarna Hässelby gård, Hässelby strand och Hässelby villastad i Stockholms stad.

## Administrativ historik
Församlingen bildades 1962 genom en utbrytning ur Spånga församling efter att varit eget kyrkobokföringsdistrikt där från 1 maj 1949. Församlingen utgör efter utbrytningen ett eget pastorat.

## Areal
Hässelby församling omfattade den 1 januari 1976 en areal av 14,1 kvadratkilometer, varav 9,8 kvadratkilometer land.

## Organister
| Ämbetstid | Namn                 | Levnadstid | Övrigt    |
| --------- | -------------------- | ---------- | --------- |
| 1952–1964 | Eric Vilhelm Jansson | 1907–      | Organist. |

## Kyrkobyggnader
- Hässelby Strands kyrka
- Hässelby villastads kyrka